# Hypsothermometer
Ein Hypsothermometer (griechisch; auch Thermohypsometer, Barothermometer, Thermobarometer) ist ein 1724 von Daniel Gabriel Fahrenheit entwickeltes Gerät zur barometrischen Höhenmessung.
Hauptbestandteil des Geräts ist ein Thermometer, das beispielsweise nur die Temperaturen zwischen 82 und 101 °C anzeigt. Aufgrund der Baulänge des Thermometers sind Teilungen der Skala bis auf 1/100 Grad möglich. Tausendstel eines Grades können dann noch geschätzt werden.  
Bestimmt man nun an irgendeinem Ort mit diesem Instrument die Temperatur von Wasserdampf, der sich durch siedendes Wasser in einem offenen Gefäß bildet, so erhält man hierdurch den zur Beobachtungszeit herrschenden Luftdruck, da die Siedetemperatur vom Luftdruck abhängt. Hierzu gibt man dem Siedethermometer ein passend konstruiertes Siedegefäß bei, beide zusammen bilden dann das Hypsothermometer. 
Folgende Tabelle mag die Abhängigkeit der Siedetemperatur vom Barometerstand veranschaulichen:
```
Siedetemperatur   Barometerstand   Näherungsweise 
Höhe über dem Meeresspiegel

 82                 384,4            5.431 m
 84                 416,3            4.797 m
 86                 450,3            4.170 m
 88                 486,6            3.551 m
 90                 525,4            2.940 m
 92                 566,7            2.337 m
 94                 610,7            1.742 m
 96                 657,4            1.133 m
 98                 707,2              573 m
100                 760,0                0 m
```

Siedetemperatur in °C, Barometerstand in mm Hg